# Cultura Umm Dabaghiyah

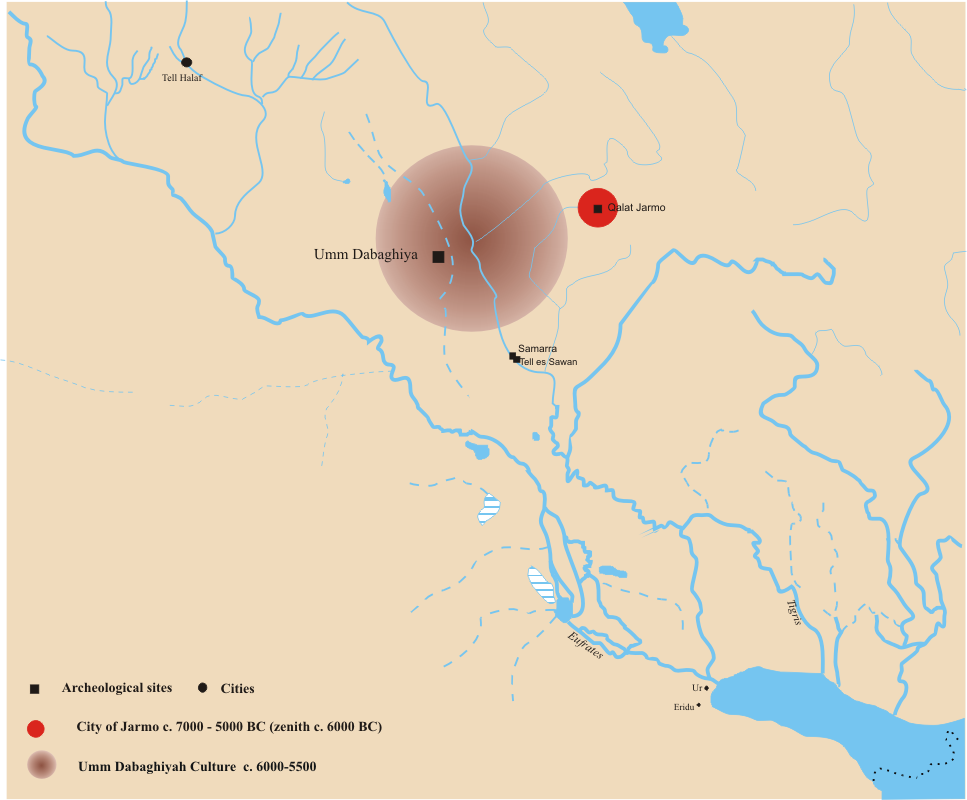
Localización del área de Umm Dabaghiyah

Umm Dabaghiyah es un yacimiento arqueológico de Mesopotamia. Construida en el período 5 (6000 a. C. - 5600 a. C.) según la clasificación de la escuela de Lyon, fue una de las primeras poblaciones organizadas de la región, junto a Yarim y Buqras. Con la fundación de estas ciudades da comienzo el Neolítico en Mesopotamia, en la llamada cultura Umm Dabaghiyah.
Es una de las primeras regiones en las que se produce el paso al Neolítico, sólo tras el área de los montes Zagros y la cordillera del Tauro.
Durante el período Umm Dabaghiyah florecieron la agricultura y la ganadería. Sin embargo no se abandonaron completamente la caza y la recolección, por lo cual es una cultura de transición. Una de las actividades comerciales más prolíficas era la caza de onagros para la venta de sus pieles.